# Antonov An-70
Dimensions
L'Antonov An-70 est un avion de transport tactique militaire, quadrimoteur long-courrier conçu dans les années 1990.

## Historique
Le premier vol du prototype a eu lieu le 16 décembre 1994. Cet appareil s'écrasa le 10 février 1995 à la suite d'une collision en vol avec un autre avion. Le 2e prototype qui effectua son premier vol le 24 avril 1997, dut faire un atterrissage forcé en janvier 2001 à la suite de problèmes d'aubes de compresseur. Il fut réparé et continua les essais en vol. Plusieurs exemplaires ont été réalisés (jusqu'en 2003) pour les forces aériennes de l'Ukraine. Cet avion est comparable à l'Airbus A400M et même supérieur sur certains points : charge utile, autonomie en vol, distance de décollage, etc.
La Russie en avait commandé 164 exemplaires, mais a annoncé en avril 2006 son retrait du programme. La raison officielle est que l'avion est devenu trop cher, mais en réalité il faut sans doute y voir une réaction à la « Révolution orange ». Si cette décision est maintenue, l'appareil devra trouver de nouveaux débouchés à l'export, la Russie étant le seul client déclaré. Le marché européen, où Antonov espérait trouver des clients (l'Allemagne était très intéressée), est maintenant verrouillé par le programme Airbus A400M. L'Inde, la Chine et l'Iran sont des marchés potentiels. L'Antonov est 40 % moins cher que l'A400M, et vendu à peu près au même prix que le Hercules américain, beaucoup plus petit et plus lent. Après la réélection d'un pouvoir prorusse, et le réengagement des Russes, le programme An-70 a été relancé en 2010, avec cependant un retard considérable. La livraison de 60 appareils pour la Russie était programmée entre 2015 et 2020. 
Toutefois, le concepteur en chef d'ANTK Antonov, Dmytro Kiva, a déclaré que le site d'Avian produirait le premier An-70 de série en 2011 et que l'Ukraine passera une commande de 23 appareils d'ici à 2017. Le programme prévoit la construction de 39 appareils sur la période 2013-2022 et le développement d'une version civile.
Tous ces projets ont été interrompus avec l'invasion russe de l'Ukraine débutée par la Crimée en 2014.

## Description
L'une des particularités de cet avion est sa propulsion à hélices contrarotatives, le premier groupe comprenant 8 pales, le second 6. Avec l'An-22, c'est le deuxième avion de cette société équipé d'hélices contrarotatives, dispositif qui a également largement fait ses preuves sur les Tupolev Tu-95, 114 et 142. Ce système permet à l'avion de décoller sur des distances très courtes (voir ADAC) et un rendement propulsif nettement supérieur à une hélice simple tout en maintenant le diamètre des hélices à une valeur raisonnable vu la puissance à transmettre, et annule les effets défavorables du couple moteur. La soute de l'An-70 mesure 19,10 × 4 × 4,10 m (L×l×h) pour un volume de 313,24 m3.

## Versions
- An-70 : Version militaire standard :
- An-70-100 : Version avec seulement deux hommes d'équipage ;
- An-70 PS : Version Recherche et sauvetage ;
- An-70T : Version cargo civil ;
- An-70T-100 : Version civile modifiée ;
- An-70T-200 : Version civile équipée de moteurs Kouznetsov NK-93 ;
- An-70T-300 : Version civile équipée de réacteur SNECMA/General Electric CFM-56-C4 ;
- An-70T-400 : Version civile équipée de réacteur SNECMA/General Electric CFM-56-C4 ;
- An-77 : Version destinée à l'exportation.

## Sources
- Pierre Gaillard, Avions et hélicoptères militaires d'aujourd'hui, Clichy, Éditions Larivière, coll. « DOCAVIA », 1999, 304 p. (ISBN 978-2-907051-24-8, BNF 37045558)